# Dichapetalum moralesii
Dichapetalum moralesii är en tvåhjärtbladig växtart som beskrevs av G. T. Prance. Dichapetalum moralesii ingår i släktet Dichapetalum och familjen Dichapetalaceae. Inga underarter finns listade i Catalogue of Life.